# Juliane Döll
Juliane Döll (* 8. Juli 1986 in Schmalkalden) ist eine ehemalige deutsche Biathletin.
Die in Floh-Seligenthal lebende Juliane Döll startete für den WSV Oberhof 05. Juliane Döll bestritt vor ihrem Wechsel zum Biathlon für den Deutschen Leichtathletik-Verband Bergläufe und war seit ihrem sechsten Lebensjahr als Langläuferin aktiv. Erstmals international im Biathlonsport in Erscheinung trat die damals 19-Jährige bei den Europameisterschaften Anfang 2006, als sie nach gerade einem halben Jahr Schießtraining als bestes Resultat einen 16. Platz belegte. In derselben Saison folgten zwei Einsätze im Europacup, wo sie als Zehnte und 17. abschloss. Ihre Trefferquote lag in diesen fünf Rennen bei 46 %, was ihr noch deutlich bessere Resultate verwehrte.
Anfang des Winters 2006/07 konnte Döll die ersten vier Europacups des Winters für sich entscheiden. Bei den Juniorenweltmeisterschaften Anfang 2007 in Martell gewann sie Bronze im Verfolgungsrennen und Gold in der Staffel. Insgesamt war ihre Trefferquote 2008 mit 79 % deutlich angestiegen. Dies veranlasste die Bundestrainer dazu, Döll für den Winter 2007/2008 als B-Kader-Athletin einzustufen und durch Training mit der Lehrgangsgruppe 1a zu fördern. Ihre bis dahin größten Erfolge erreichte sie bei den Juniorenweltmeisterschaften 2007 in Martell. Dort gewann sie Gold mit der Staffel und Bronze in der Verfolgung. Die Gesamtwertung des Europacups 2007/2008 entschied sie für sich. Durch ihre Siege im Europacup in Osrblie und die damit verbundene Qualifikation für die Europameisterschaften erhielt sie einen persönlichen Startplatz für die letzten drei Weltcup-Stationen nach den Weltmeisterschaften und konnte somit am Holmenkollen in Oslo ihr erstes Weltcuprennen bestreiten, bei dem sie mit Platz 28 auch gleich ihre ersten Weltcuppunkte holte, die Verfolgung beendete sie auf Platz 33. 2009 bestritt sie in Antholz ihr drittes Rennen. Bei diesem Sprint erreichte sie als 19. ein neues bestes Resultat. Zuvor hatte sie im IBU-Cup sehr gute Leistungen gebracht und führte die Gesamtwertung der Rennserie an, sie war am Saisonabschluss Zweite der Gesamtwertung. Erfolgreich war für Juliane Döll auch die Teilnahme an den Europameisterschaften 2009 im russischen Ufa. Im Einzel wurde sie Europameisterin und in der Staffel gewann Döll gemeinsam mit Tina Bachmann, Carolin Hennecke und  Anne Preußler die Bronzemedaille. Bei den Europameisterschaften 2010 in Otepää gelang Döll der Staffelsieg in neuer Besetzung mit Franziska Hildebrand, Stefanie Hildebrand und Kathrin Hitzer. Drei Schießfehler kosteten sie die Titelverteidigung im Einzel.
Bei den Sommerbiathlon-Weltmeisterschaften 2009 in Oberhof gewann Döll mit der Bronzemedaille im Cross-Sprint die erste Medaille bei einer Weltmeisterschaft im Seniorenbereich. Für die Saison 2009/2010 war sie von Beginn im Weltcup-Team gesetzt und bestritt dreizehn Rennen bei den ersten sechs Stationen. Gleich beim Auftakt in Östersund gelang ihr mit Platz zwölf das bislang beste Resultat in der höchsten Rennserie. In der Folgesaison wurde sie wegen der reduzierten Starterquoten im Weltcup nur sporadisch als Ersatzläuferin eingesetzt. Stattdessen dominierte sie im IBU-Cup und bei den Europameisterschaften 2011 in Ridnaun. Im Einzel wiederholte sie ihren Erfolg von 2009. Mit einem Fehlschuss ließ sie die fehlerlos gebliebene Olena Pidhruschna hinter sich; zwei Tage darauf wurde die Staffel mit ihr als Schlussläuferin Dritte. Dass sie sich auch noch die Titel im Sprint und der Verfolgung holte, machte sie zur zu dieser Zeit zweiterfolgreichsten Sportlerin aller Biathlon-Europameisterschaften. Mit fünf Siegen, einem zweiten und zwei dritten Plätzen wird sie nur von Irina Malgina übertroffen, die zwei Silbermedaillen mehr gewann. Neben Nadeschda Talanowa ist Döll die einzige Sportlerin, die alle drei Einzeldisziplinen im selben Jahr für sich entschied, und die erfolgreichste bei einer einzelnen Europameisterschaft.
National setzte sich Döll 2007, 2008, 2010 und 2011 jeweils mit der Staffel Thüringens bei den Meisterschaften durch, dazu gewann sie 2007 Silber im Massenstart und 2008 Bronze im Einzel.
Im Januar 2013 gab Döll ihren sofortigen Rückzug vom Leistungssport bekannt, um sich intensiver ihrem Fernstudium der Rechtswissenschaften widmen zu können.

## Biathlon-Weltcup-Statistik
Die Tabelle zeigt alle Platzierungen (je nach Austragungsjahr einschließlich Olympische Spiele und Weltmeisterschaften).
- 1.–3. Platz: Anzahl der Podiumsplatzierungen
- Top 10: Anzahl der Platzierungen unter den ersten zehn (einschließlich Podium)
- Punkteränge: Anzahl der Platzierungen innerhalb der Punkteränge (einschließlich Podium und Top 10)
- Starts: Anzahl gelaufener Rennen in der jeweiligen Disziplin

| Platzierung              | Einzel | Sprint | Verfolgung | Massenstart | Staffel | Gesamt |
| ------------------------ | ------ | ------ | ---------- | ----------- | ------- | ------ |
| 1. Platz                 |        |        |            |             |         |        |
| 2. Platz                 |        |        |            |             |         |        |
| 3. Platz                 |        |        |            |             |         |        |
| Top 10                   |        |        |            |             |         |        |
| Punkteränge              | 5      | 6      | 8          | 1           |         | 20     |
| Starts                   | 7      | 16     | 9          | 1           |         | 33     |
| Stand: 29. Dezember 2012 |        |        |            |             |         |        |